# Dicallaneura parina
Dicallaneura parina är en fjärilsart som beskrevs av Hans Fruhstorfer 1914. Dicallaneura parina ingår i släktet Dicallaneura och familjen Riodinidae. Inga underarter finns listade i Catalogue of Life.